# Atanasie Marian Marienescu
Atanasie Marian Marienescu (n. 8/20 martie 1830, Lipova – d. 6 ianuarie 1915, Sibiu) a fost un academician român, folclorist, etnograf, scriitor, membru titular (1881) al Academiei Române.

## Biografie și familie
S-a născut la 20 martie 1830 la Lipova. Tatăl său, Ioan Marian, era comerciant, iar mama sa, Persida (născută Șandor) era originară din Nădlac. În anul 1865 s-a căsătorit cu Ana Brote din Sibiu, una dintre cei 11 copii ai lui Ioan Brote și soră a memorandistului Eugen Brote.

## Studii
A studia la Gimnaziul minoriților din Arad până în 1848. După revoluție a continuat studiile la Timișoara și Pesta. A urmat studii de drept la Pesta și Viena, pe care le-a absolvit în 1856. În același an a susținut examenul judicial, iar în 1857 a susținut examenul administrativ de stat.

## Publicații
- Sărbătorile și datinele romane vecchie, Editura Academiei Române, 1884
- Poesie Popular: Colinde culese și corectate, 1861
- Poezii populare din Transilvania
- Învățătorul și poporul

## Ordine și medalii
A primit Medalia „Bene Merenti” (aprilie 1905).